# Mazda RX-7
O Mazda RX-7 é um automóvel desportivo produzido pela empresa japonesa Mazda entre 1978 e 2002. Possui tração traseira e motor de até 280 cavalos de potência.
Apesar de a Mazda ter parado de fabricá-lo, ainda é possível vê-lo em alguns salões de automóveis, jogos eletrônicos (como Need for Speed) e é frequentemente visto nas ruas do Japão. Três modelos foram produzidos: SA/FB, FC3S e o mais famoso, FD3S. É um dos poucos carros a empregar o motor rotativo Wankel, que dispensa os tradicionais pistões, árvores de cames, cambota, etc. Este tipo de motor tem muito menos componentes, mas possui uma potência específica superior. No entanto, tem a desvantagem do elevado desgaste, elevado consumo e pouco binário em baixas rotações. Foi um dos esportivos asiáticos de maior prestígio, como Acura NSX, Toyota Supra, Nissan 350Z e 370Z, e Nissan Skyline GT-R (R32, R33 e R34).

## Gerações
Existem três gerações do Mazda RX-7. A primeira, conhecida como "SA22C" ou "FB", compreende os modelos de 1978 a 1985. A segunda, conhecida como "FC3S" ou simplesmente "FC", compreende os modelos de 1985 a 1992. A terceira geração, conhecida como “FD3S” ou “FD” foi lançada em 1992 e encerrou sua produção em 2002. No total foram produzidas 811.634 unidades.

### Primeira geração (1978-1985)
Em sua primeira geração, apresentada ao mundo em 1978, os japoneses viram a luz em uma década marcada pela crise do petróleo, em que os carros desportivos equipados com enormes motores de baixo consumo estavam em baixas horas de popularidade e outra abordagem era necessária.
O resultado foi um carro desportivo medindo 4285 mm (168,7 pol.) de comprimento, pesando cerca de 1000 kg (2205 lb) e possuindo um design atraente que combinava com o estilo predominante da época: linhas nítidas combinando linhas retas e superfícies curvas, os faróis retráteis ou o detalhe sempre certeiro (embora não muito prático) da montagem dos espelhos acima das rodas dianteiras.
Na Europa, o motor entregava apenas 105 CV (104 HP; 77 kW) e 14,7 kg·m (144 N·m) de torque; enquanto no Japão chegaria a 130 CV (128 HP; 96 kW) e 17 kg·m (167 N·m), respectivamente, com uma caixa manual de cinco velocidades com a qual acelerava de 0 a 100 km/h (62 mph) em 8,5 segundos e atingia 200 km/h (124 mph). Seu consumo foi de cerca de 11 L / 100 km (9,1 km / L; 21,4 mpgAm).
O carro foi colocado à venda no Japão em 1978 antes de chegar à Europa no ano seguinte. Com um peso bruto de pouco mais de uma tonelada, o RX-7 apresentava o motor 12A com 100 CV (99 HP; 74 kW); e um 13B RE-EGI mais potente de 1308 cm³ (1,3 litros) com 135 CV (133 HP; 99 kW), dependendo do mercado.
Graças à disposição central-dianteira do motor, melhorou-se a distribuição do peso e o manuseio do veículo. Na sua estreia, o RX-7 apresentava o motor 12A de duplo rotor e 1146 cm³ (1,1 litros); e mais tarde apareceu uma versão turbo de 165 CV (163 HP; 121 kW) a 6.500 rpm e um torque máximo de 23 kg·m (226 N·m) a 4000 rpm para o Japão, enquanto na América do Norte obteve o motor 13B ligeiramente maior equipado com injeção direta de combustível.
O carro foi um sucesso comercial; foram fabricadas 471 018 unidades do RX-7 até sua substituição pela segunda geração em 1985.

### Segunda geração (1985-1992)
Em sua segunda geração, a evolução do modelo é nítida adotando um estilo familiar, mas fortemente influenciado pela etapa do final dos anos 80 e início dos anos 90. Detalhes como os faróis retráteis foram mantidos, que continuaram mesmo na terceira geração, mas outros são adicionados, como a entrada de ar do capô ou a enorme janela traseira. O carro ficou maior, aumentando seu tamanho para 4.310 mm (169,7 pol.), assim como seu peso para 1.360 kg (2.998 lb) e 1.400 kg (3.086 lb) para a versão descapotável, usando motores com maior desempenho.
Para 1985, o RX-7 teve um design inspirado nos cupês da Porsche e uma série de atualizações de desempenho, como o Mazda DTSS (sistema de suspensão de seguimento dinâmico) e turbocompressor.
A sua sobrealimentação provou ser particularmente adequada para motores rotativos, graças às suas características de fluxo de escape e bastante eficaz para aumentar o binário a médias rotações.
Nesta segunda geração, o motor tinha 1308 cm³ (1,3 litros), o mesmo que inicialmente na Europa oferecia 150 CV (148 HP; 110 kW) com aspiração natural, enquanto as versões turboalimentadas geravam de 180 a 200 CV (178 a 197 HP; 132 a 147 kW). Em sua versão mais potente, o RX-7 acelerou de 0 a 100 km/h (62 mph) em 6 segundos e atingiu uma velocidade máxima de 240 km/h (149 mph).
Novamente houve uma diferença entre o que o modelo oferecia em seu mercado local e o que alcançava no resto do mundo, com os japoneses sendo mais beneficiados. Enquanto no Japão o motor Wankel produzia 185 CV (182 HP; 136 kW) e 25 kg·m (245 N·m) de torque, na Europa e na América do Norte o motorista tinha que se contentar com 150 CV (148 HP; 110 kW) e 18,4 kgm (180 Nm). O modelo evoluiu e antes de dar lugar à terceira geração, chegou a entregar 180 CV (178 HP; 132 kW) e mesmo 205 CV (202 HP; 151 kW) a 6.500 rpm e torque máximo de 27,5 kg·m (270 N·m) a 3.500 rpm para suas variantes Turbo e GT.
Entre 1985 e 1992, foram fabricadas 272 027 unidades do RX-7 da segunda geração.

### Terceira geração (1992-2002)
Em sua terceira e última geração, que chegou em 1992, o Mazda RX-7 era um verdadeiro carro de alto desempenho. Com um novo turbocompressor duplo sequencial, a potência do motor aumentou para 239 CV (236 HP; 176 kW).
O designer-chefe foi Yoichi Sato (佐藤 洋 一, Satō Yōichi). Outro designer importante foi Wu-Huang Chin (秦 無 荒), um artista automotivo taiwanês que também trabalhou no Mazda MX-5 Miata.
O modelo da terceira geração foi considerado pelos entusiastas como o melhor de todos os RX-7, por seu fácil manuseio, sua capacidade de aceleração de 0 a 100 km/h (62 mph) demonstrada em 5,3 segundos, e uma velocidade máxima (autolimitada) de 250 km/h (155 mph).
Seu visual era típico dos anos 90, com formas muito mais arredondadas que seus antecessores, um capô longo, extensões sob a carroçaria e um spoiler marcante. Seu comprimento foi reduzido para 4280 mm (168,5 pol.), que combinou com uma altura de apenas 1229 mm (48,4 pol.) e uma largura de 1750 mm (68,9 pol.), alcançando proporções muito atléticas e de perfil baixo.
O peso foi reduzido para 1270 kg (2.800 lb), o que beneficiou o desempenho, bem como a incorporação de um motor rotativo de 1308 cm³ (1,3 litros) com dois rotores, que no Velho Continente desenvolvia 240 CV (237 HP; 177 kW), inferior aos 255 CV (252 HP; 188 kW) do "JDM" (mercado japonês) e que em sua última evolução ganhou 40 CV (29,4 kW) a mais. Nesta o carro conseguiu acelerar de 0 a 100 km / h (62 mph) em 5,2 segundos, com sua velocidade máxima chegando a 256 km/h (159 mph).
Em 1996 o RX-7 foi interrompido em produção na maior parte da Europa, devido aos padrões de emissão, embora a Mazda tenha continuado a produzi-lo para os mercados de volante à direita, aumentando sua potência graças a uma configuração biturbo até 280 CV (276 HP, 206 kW) a 6.500 rpm e com torque máximo de 32 kg·m (314 N·m) a 5.000 rpm.
A fabricação do Mazda RX-7 terminou inteiramente em 2002; foram fabricadas 68 589 unidades do RX-7 da terceira geração.

## Competição

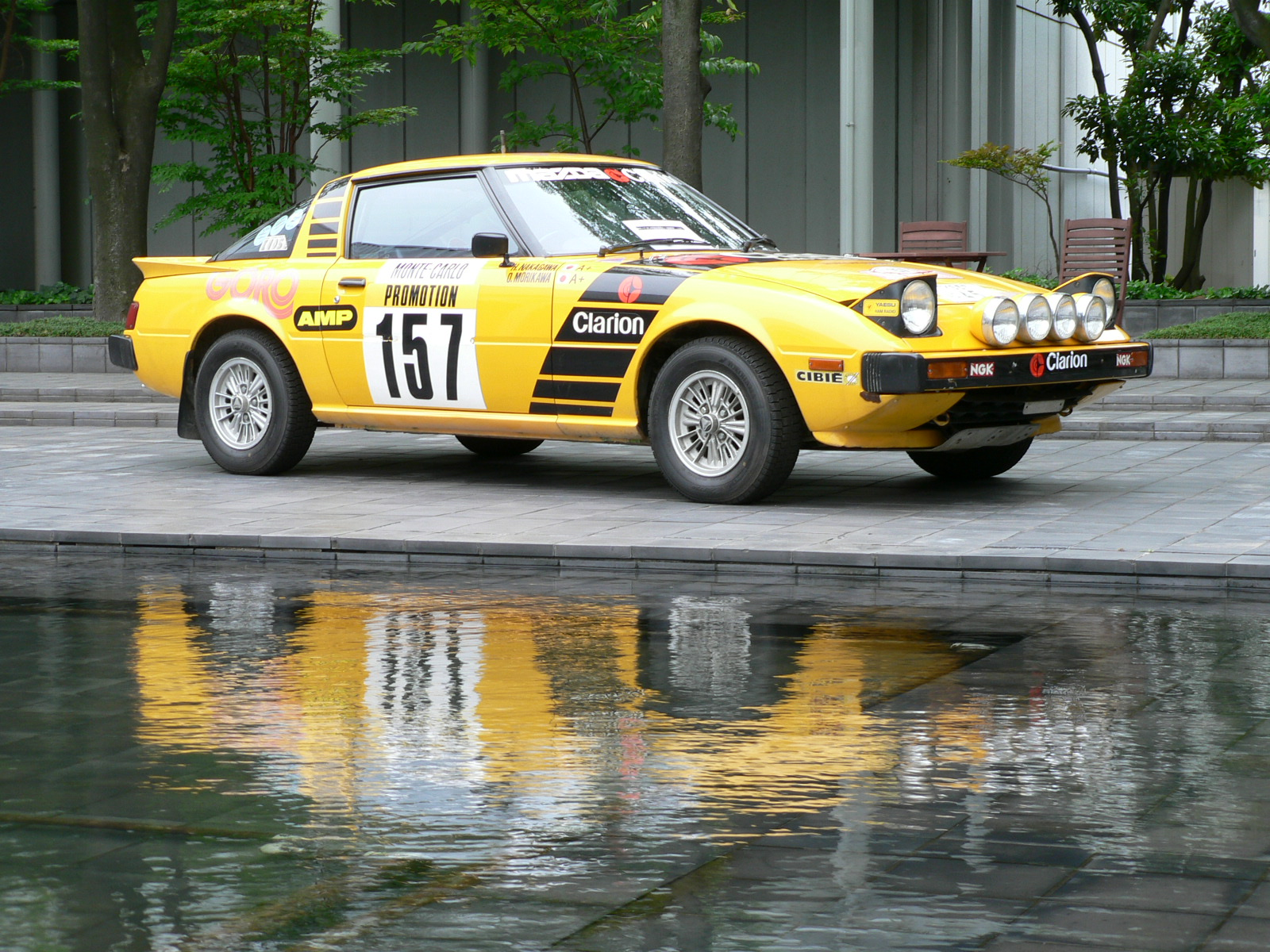
Mazda RX-7 Grupo B que competiu no Rali de Monte Carlo de 1979.

O Mazda RX-7 competiu em várias corridas do Gran Turismo. Participou nas 24 Horas de Le Mans entre 1979 e 1991 e o 787B venceu esta última edição, sendo a Mazda o único fabricante japonês a ter vencido esta competição.
O RX-7 também ganhou as 24 Horas de Spa em 1981, as 24 Horas de Daytona em 1979 e foi campeão na categoria GTU do Campeonato IMSA GT entre 1980 e 1987. Vários RX-7 competiram nos Super GT japoneses, tornando-se campeões na categoria GT300 em 2006.
No rali participou do Grupo B, o qual disputou apenas uma dúzia de provas entre 1984 e 1986 com um terceiro lugar, conquistado por Ingvar Carlsson no Rali da Acrópole de 1985, como o melhor resultado. Em 1987, o RX-7 parou de competir nesta disciplina devido ao FISA banir o Grupo B de rali por causa de sua periculosidade.
O RX-7 também participou do Campeonato Australiano de Turismo entre 1981 e 1984 e foi campeão em 1983. O RX-7 é amplamente utilizado em drifting; Entre outros torneios, ele ganhou o D1 Grand Prix em 2003.

## Na cultura popular

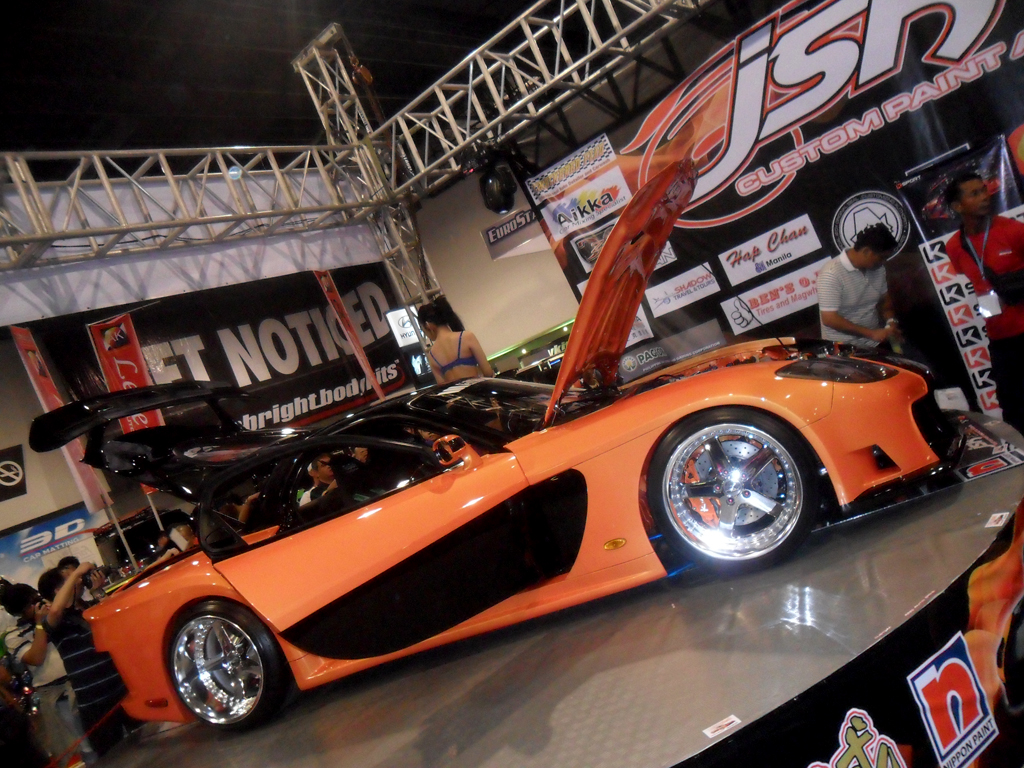
Versão VeilSide de cor laranja no Salão do automóvel de Manila em 2012.

As duas últimas gerações (FC e FD) apareceram em vários filmes de ação da saga Fast & Furious. No primeiro filme, Dominic Toretto, interpretado pelo ator Vin Diesel, dirige um Mazda RX-7 para ir a provas de arrancada. Em The Fast and the Furious: Tokyo Drift, Han Lue, interpretado pelo ator Sung Kang, dirige uma versão laranja VeilSide (FD).
Também no anime Initial D, os irmãos Takahashi da equipe Akagi Red Suns dirigem dois Mazda RX-7. Ryōsuke Takahashi, o líder da equipe, dirige um Mazda RX-7 FC branco e seu irmão mais novo Keisuke Takahashi dirige um Mazda RX-7 FD3S amarelo, e ambos os carros foram modificados para corridas de drifting nas montanhas.
Ele também foi a principal inspiração para a criação do 24/Seven, um dos carrinhos mais famosos da franquia Hot Wheels.

## Reconhecimentos
Em 2004, o Sports Car International nomeou o Mazda RX-7 em sétimo lugar na sua lista de Top Sports Cars da década de 1970. Em 1983, o RX-7 apareceria na lista de dez melhores da revista Car and Driver pela primeira vez em 20 anos.